# 空靈柩
〈空靈柩〉（The Empty Hearse）是英國電視劇《新福爾摩斯》第三季的首集，於2014年元旦在BBC One和BBC HD頻道首播。劇本由馬克·加蒂斯編寫，執導為傑里米·洛夫林。演員方面，除故有的班尼狄·甘巴貝治和馬田·費曼外，飾演安迪臣的喬納森·阿瑞斯也有很重的戲份。
本集是改編自福爾摩斯原著小說《空屋》，內容繼承前集，講述福爾摩斯如何逃出生天，以及他聯同華生偵破北韓意圖炸毀威斯敏斯特宫的陰謀。這集在首播時共有1272萬人收看，並深受好評。

## 宣傳
《新福爾摩斯》的首兩季不論在收視和評論上也取得了空前的成功。同時，第二季最終回的結局更引起了不少的討論。因此，傳媒和觀眾均對第三季的首集非常期待。為了宣傳此集，BBC電視台於2013年11月29日安排了一輪靈車在倫敦街頭遊走，並在裏面用花朵擺放出了「SHERLOCK 01 01 14」（福爾摩斯 01 01 14）的字樣。12月7日，BBC先發佈數十張的宣傳圖片。兩日後，又推出首集的預告片。
這片花長1分鐘，內容為華生對福爾摩斯說：「我不在乎你如何假死，我只想知為何（你不告知我假死的安排）」，以及福爾摩斯忽然出現在眾人面前的因由。此外，房東太太哈德遜夫人和華生的女友瑪麗等在其中。

## 劇情

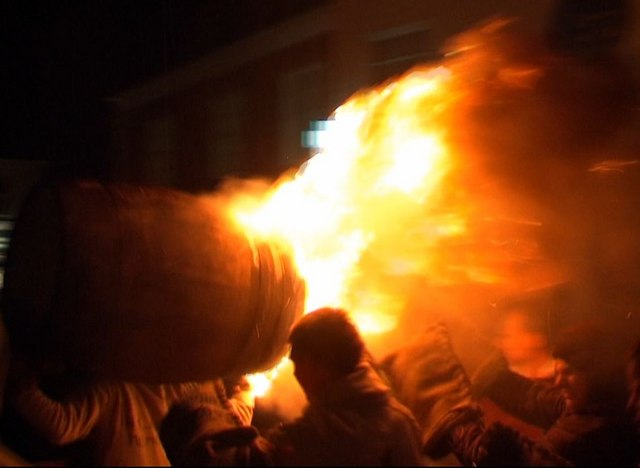
篝火之夜是英國的傳統節日。那天晚上，人們會焚燒假人木堆，華生也因而被人堆在其中，險些燒死。

福爾摩斯已「離世」兩年，其友人華生漸漸釋懷，並遷離貝克街221B號與女友瑪麗·摩斯坦同居。另一方面，在假死後一直躲在外國的福爾摩斯也因兄長邁克羅夫特的請來而返回倫敦。原來，在國防部門工作的邁克羅夫特得悉倫敦將會面臨恐怖襲擊，但他不知當中的具體情況。故此，他請弟弟回來協助他偵破此案。
另一方面，華生見與瑪麗的感情日益深厚，因此打算向她求婚。當晚，華生約了瑪麗到一家餐廳。為給予友人一個驚喜，福爾摩斯決定裝扮成待應在華生面前出現。最初，華生沒有為意福爾摩斯的存在。然而，當華生看到這名友人後沒有驚喜，而是表現震憤。前者叱責福爾摩斯為何不告訴他裝死的安排，以及為什麼在死後不與他聯絡。福爾摩斯沒有意料到華生會有如此的反應，他試圖解釋，但未果。於是，他改變策略，請瑪麗說服華生一同調查恐怖襲擊案，她表示會試試。
同時，出於對福爾摩斯之死的內疚，前警員菲比·安迪臣一直堅信福爾摩斯是裝死的。因此，他與一眾志同道合組成「空靈柩」，以分析福爾摩斯是如何成功假死。他們想出了有人把福爾摩斯和已死的詹姆斯·莫里亞蒂的屍體調包、福爾摩斯找人催眠華生，使後者以為好友已死，以至福爾摩斯是為了跟莫里亞蒂私奔而裝作自殺。鏡頭轉回華生那邊，瑪麗尚未能說服華生參與恐怖襲擊案的調查。於是，福爾摩斯和找來了茉莉開始找線索。二人隨來後到一倫敦地鐵員工。他向二人展示一部從閉路電視拍到的影片。片中顯示一男子登上尾班車的最後一節車廂，該男子卻從列車消失。福爾摩斯發現這男子正是英國下議院的議員—盧頓·莫蘭，他的另一個身份是替北韓工作的間諜。之後，地鐵員工猛然想起莫蘭所坐的車程比正常為長，而駕駛這列車的車長也在隨後辭職。福爾摩斯隨後又發覺列車在到達終點站時，列車編組比出發時比編組要短。也就是說列車是去了另一個地方，並把最後一節車廂停泊在某處。
篝火之夜前一天，華生被來歷不明的人弄昏，並被投進準備燃燒的木堆內。不久後，瑪麗收到匪徒傳送過來的密碼短訊，她迅速解破這訊息的意思，並找來福爾摩斯協助。二人到達現場後把華生救出。華生終於與福爾摩斯和解。翌日，二人討論恐怖襲擊案的細節，福爾摩斯認為那消失的車廂很有可能停了在一個未被使用過的車站上，而車站之上正是威斯敏斯特宫。他續而分析，莫蘭是在車上裝有計時炸彈，襲擊將會在當晚進行，因這時威斯敏斯特宫会召开下议院特别会议。二人隨即來到遭廢置的車站中尋找那節車廂。不久後，他們發現車廂的蹤影，果然，有一計時炸彈在車上。華生請福爾摩斯把炸彈關掉，後者卻稱不懂得這樣做。華生大驚，質問福爾摩斯既然沒有把握關掉它，為何又要帶他登上這一車廂。福爾摩斯沒有回應問題，而是向華生作生死道別，這使得華生真的以為自己難逃一劫。然而，福爾摩斯卻在這時關掉炸彈。原來，福爾摩斯這樣做只是為了戲弄華生，以及向華生說明自己視他為一生中最要好的朋友。另一方面，邁克羅夫特的手下成功逮捕了躲在酒店的莫蘭。
之後，鏡頭已轉至福爾摩斯和安迪臣會談。前者憶述那天他在聖巴多羅買醫院樓頂與莫里亞蒂對決的情景。他指在到天台時，已把求救短訊發送給邁克羅夫特。後者隨即安排手下埋伏意圖暗殺華生和哈德遜夫人的殺手，又讓一名踏單車的少年撞昏華生，以致街上所有的路人和醫護人員都是邁克羅夫特的人。同時，福爾摩斯還把一壁球放在腋窝下，這樣，就沒有人感受到他的脉搏。為令公眾以為他真的去世，福爾摩斯又讓當法醫的茉莉替他寫驗屍報告。安迪臣聞之，想不到方法就是這麼簡單，於是當場崩潰。
最後一幕，有一男子不斷的觀看福爾摩斯從火堆中救出華生的影片。

## 出典

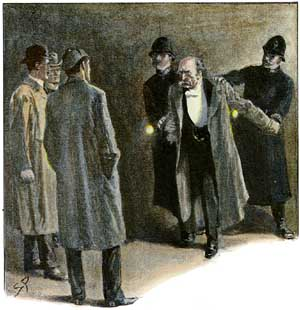
在福爾摩斯原著和本集中，奸角莫蘭最終也被逮捕。

〈空靈柩〉是改編自福爾摩斯原著小說《空屋》。在小說和本集中，福爾摩斯也是在假死後歸來。同樣，知道福爾摩斯是裝死的也是其兄長邁克羅夫特。當福爾摩斯回到貝克街221B號時，哈德遜夫人也被嚇得歇斯底里。同時，華生也遇上奇怪的人向他兜售東西，並以為此人是福爾摩斯扮成的。在小說中，這男子推薦的是三部圖書；在劇集中則是色情電影影碟和色情雜誌。還有，不論在原著或是劇集中，反派均名為莫蘭，不同的是小說中的莫蘭是名英國陸軍上校，殺人動機是其千術被人揭破；而在這集中，他是名下議院議員，發動恐怖襲擊是因執行朝鮮政府給他的任務。
此外，劇集的一些劇情也取材於其它的原著小說。在劇集中段時，福爾摩斯和邁克羅夫特在貝克街221B號時鬥智的情節則是來自《希臘語譯員》。隨後，福爾摩斯在華生不在時還接了一些案件。當中，他快速偵破某女客戶突然失蹤的網友是其繼父假扮，目的是為了錢，這是取自於《身分之謎》。之後，瑪莉解讀短訊的方式就是源於《歪嘴的人》
。至於最後一卡列車失蹤的劇情其實是改編自《消失的特別列車》，這是一部由阿瑟·柯南·道爾寫成的非福爾摩斯系列小說，內容正是講述一輛行駛在軌道上的列車忽然消失。
在對白方面，也有採自原著的元素。比如瑪莉在華生旁朗讀其網誌的一句：「他那動作的敏捷、無聲和鬼祟真像一隻熟練的獵犬在找尋氣味」是參照《四簽名》的。另外，華生在計時炸彈倒數時對福爾摩斯表示：「你是我所認識的最好的也是最聰明的人」是《最後一案》中原來的對白。福爾摩斯又提及過一個不存在的車站，名為蘇門答臘站，這名字是源於《吸血鬼探案》中的「蘇門答臘巨鼠案」。

## 製作

### 選角

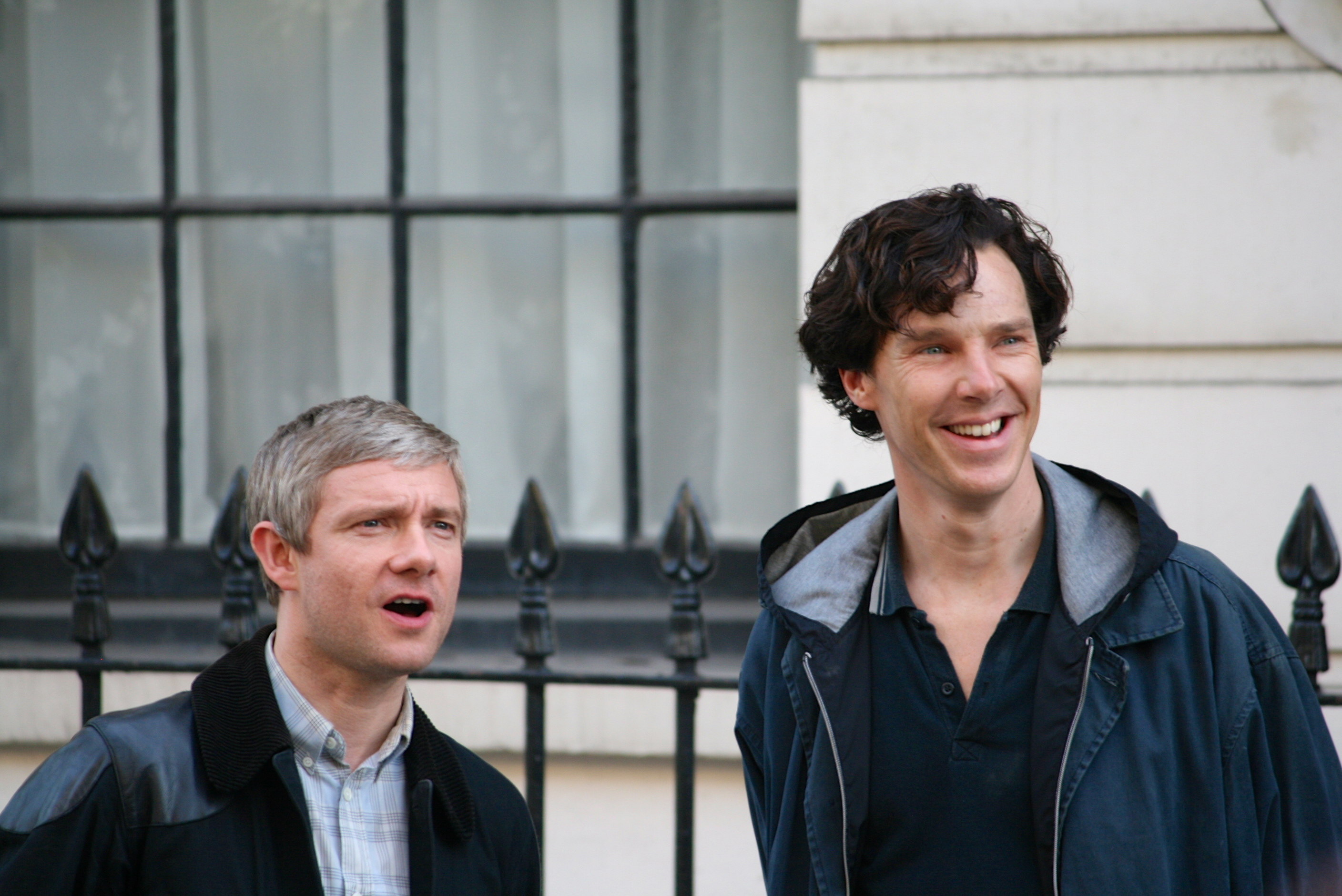
在第三季中，劇組仍沿用班尼狄·甘巴貝治和馬田·費曼飾演福爾摩斯和華生。

《新福爾摩斯》進入到第三季，在用人方面並沒有巨變，飾演福爾摩斯和華生的仍舊是班尼狄·甘巴貝治和馬田·費曼。首次出場的常設人物方面，除了有華生的女友瑪麗外，還有萊莉的男友湯姆。當中，瑪莉由英國演員阿曼達·艾賓頓扮演，在現實中，她也是費曼的伴侶。艾賓頓認為，劇組選中了她是因自己與費曼有較好的化學反應。費曼替劇組解釋，他們之所以加入瑪麗這一角的用意是說明華生不得不面對好友已死的事實，於是轉而尋求讓生活穩定的方式，比如婚姻。同時，他又強調劇組沒有因自己的關係而選取艾賓頓，實際原因是馬克·加蒂斯曾經和艾賓頓合作過。劇組亦解釋，選上艾賓頓並不是出於她與費曼的關係，而是編劇斯蒂芬·湯普森和費曼討論誰來擔當此角的結果。湯姆一角，則由年青演員愛德華·貝赫（Ed Birch）出演。對於能夠飾演瑪莉一角，艾賓頓坦言在最初收到此消息時確實「嚇了一驚」。
另外，福爾摩斯和邁克羅夫特的雙親也在本集中出現，這兩個角色由甘巴貝治的父親蒂莫西和母親雲達·文森姆串演。對於在父母面對演出，甘巴貝治坦言感到很有壓力，但興幸的是，他最終順利完成這一幕。《新福爾摩斯》的創作人兼執行製作加蒂斯解釋在原著中，作者一直沒有提及福爾摩斯和邁克羅夫特的父母，故認為在劇中加入這兩個角色是「第三季應該做的事」。

### 劇本創作

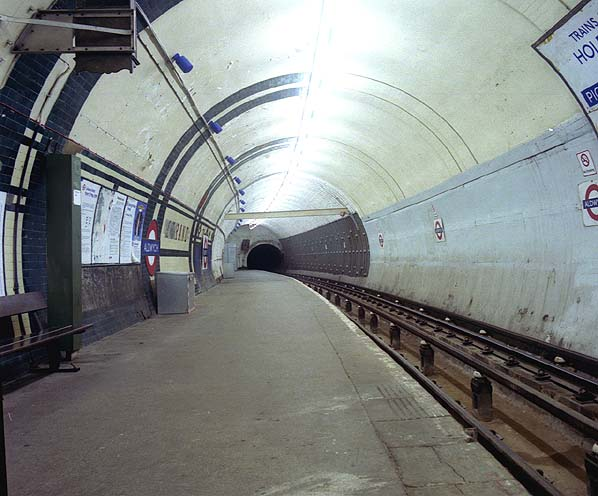
福爾摩斯和華生在地鐵的一幕是在奧德維奇站內取景，這是一個已經廢置的車站。

劇組早於編寫第二季時已想到〈空靈柩〉的故事大綱，特別是解釋福爾摩斯是怎麼假死。執行製作之一的史蒂芬·莫法特透露劇組曾設想過兩個方案，其中一個為福爾摩斯其實是在清潔玻璃的升降台中扔下假的屍體。但最終，劇組還是放棄了此戲碼，並決定使用福爾摩斯和哥哥邁克羅夫特合演自殺的劇情。但劇組補充，本集的重點不在於解釋福爾摩斯怎麼佯死，而是華生和他生重拾友誼的過程。
關於設立地鐵的情節，馬克·加蒂斯指原因有二，這除了是因為他對地鐵情有獨鐘外，更是受到童年看過的科幻電視劇《異世奇人》的其中一集《恐懼之網》後留下了深刻的印象。在這一集中，故事所發生的地點正是在倫敦地鐵的。
本集提及到恐怖襲擊也是劇組特意安排。莫法特稱這除考慮到要把劇集現代化外，也是認為恐怖主義既然一直存在，因此劇組並沒有刻意迴避有關的情節。另外，安迪臣在這集中扮演的角色也經過特別的設計。劇組指他的存在就是代表著劇迷猜試福爾摩斯是如何裝死的。雖然如此，劇組否認安迪臣的猜想是源於劇迷對福爾摩斯怎樣佯死的解釋。

### 拍攝

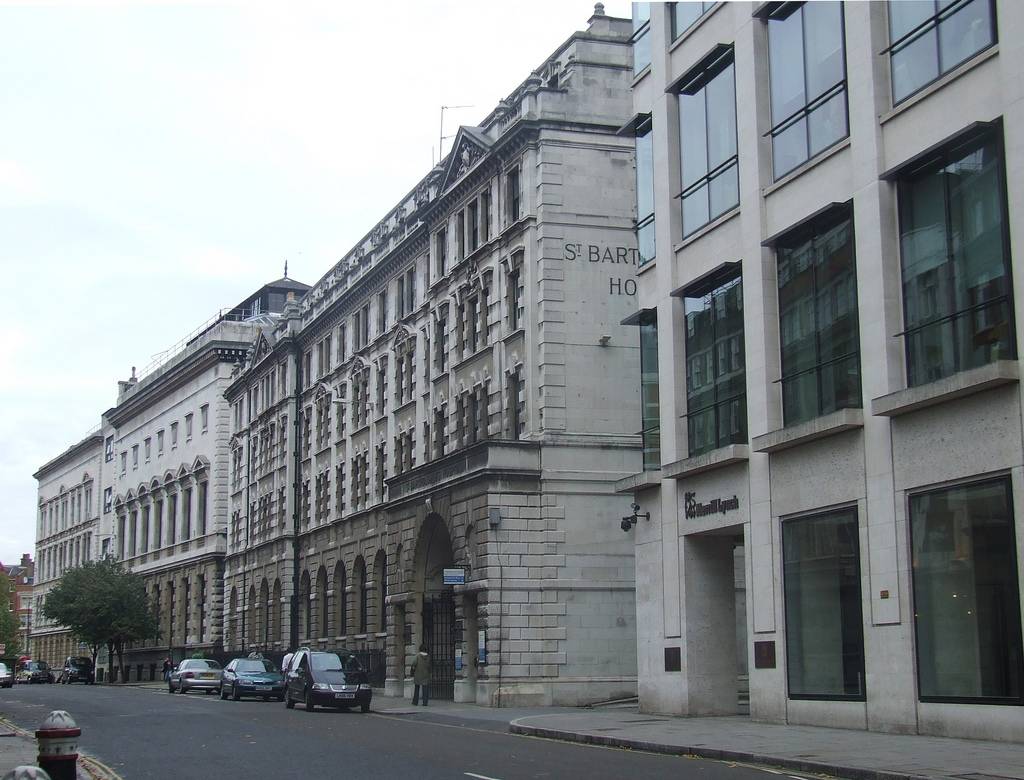
福爾摩斯墜樓的巴茲醫院是取景於倫敦的聖巴多羅買醫院。

〈空靈柩〉在2013年3月18日開鏡，並於4月中殺青。當中，劇組花了6天的時間在倫敦取景，其餘時間則集中在卡迪夫拍攝。取景地點方面，除了常有的高爾北街（North Gower Street）185號充當貝克街221B號外，還包括聖巴多羅買醫院、位於威爾斯紐波特的聖烏拉斯公墓，以及可俯瞰倫敦市容、位於白廳55號的英國能源與氣候變遷部天台。
劇中提到的蘇門答臘站在現實並不存在，真正的取景地點是奧德維奇站，這是倫敦地鐵一座已關閉的車站。儘管倫敦地鐵願意借出空間供劇組拍攝，但他們拒絕提供一節真的車廂。為此，劇組自製了這車廂。據悉，該車廂是由美術指導阿韋爾·瓊斯所設計。此外，福爾摩斯和華生重逄的餐廳其實是位於馬里波恩路（Marylebone Rood）的地標酒店餐館。
考慮到《新福爾摩斯》已成為了眾人的焦點，每天均有數百人觀看其拍攝過程，而且本集不少鏡頭也是於白天拍攝。為防止劇情外泄，劇組甚至制作了幾個假鏡頭以混淆來到的記者和觀眾。幸好的是，除了一份報章外，觀眾和媒體也沒有透露劇情，莫法特認為這是傳統的英國禮儀和君子的協定。

## 評價和回響
劇集在2014年1月1日在BBC One和BBC HD首播。初步的收視報告指，英國當晚共有920萬人通過電視收看這集。在隨後發佈的調查中，收看人數攀升至1272萬。這連帶在隨後播放的新年特備節目也分一杯羹，取得3百萬人觀看的新紀錄。同時，劇集在電子版上也報捷，截至2月中，共有360萬從BBC iPlayer觀賞這一集，是收看人數第三高的節目。
此集取得了不少影評家的讚賞。《鏡報》與《Metro》均給了五星滿分，多媒體和評論網站IGN則打了7分。《衛報》的山姆·沃拉斯頓對甘巴貝治和費曼的歸來感到興奮，並稱這集充滿機智和活力。《每日電訊報》的克里斯·哈維更大讚這集甘巴貝治是「最有魅力和最有趣」的電視劇主角。來自《鏡報》的喬許．威爾汀在給予滿分後評論道：「儘管劇中對福爾摩斯假死的解釋未能滿足所有人，但這仍然是成功的」。《Metro》的影評家蒂姆對於劇集在緊張和爆笑間取得平衡表示欣賞。美國的娛樂資訊網站《The Punk Effect》更指這集不論在製作、劇本編寫和演出也是超卓的。因此，等待兩年還是值得的。
但也不是所有人均喜歡此集。娛樂報紙《影音俱樂部》表示雖然飾演華生的馬田·費曼表現出眾，劇本卻是敗筆。該報認為這集的焦點應是自福爾摩斯假死至重現的兩年間，華生的心理變化，而非詳細地解釋前者如何裝死。故此，《影音俱樂部》僅給了本集C+的評分。中國的《信息時報》指此集儘管滿足了一眾劇迷，但同時批評相比之前的劇集，這集的故事劇情較為零散，而且結局略顯潦草。
英國電影分級委員會把這集列為12級，即適合12歲以上的觀眾收看。此外，本集已被收藏在《新福爾摩斯》第三季的影碟中，並以DVD和藍光光碟的形式在2014年1月20日發售。

## 資料來源
1. ↑  Sherlock: Looking Forward In Season 3  （页面存档备份，存于） Geekedoutnation.com 2013 12 31
2. ↑  "‘Sherlock’ Season 3 Premiere: What to Expect from ‘The Empty Hearse’" （页面存档备份，存于） TVrage.com 2014 1 16
3. ↑  英劇《神探夏洛克》將回歸 破解“空靈柩”謎題 （页面存档备份，存于） 《中國新聞網》 2013 12 1
4. ↑  "Sherlock series 3 promo images for 'The Empty Hearse'" Flickeringmyth.com 2013 12 7
5. 1 2 3  "New teaser trailer for Sherlock: The Empty Hearse" （页面存档备份，存于） The Telegraph 2013 12 9
6. 1 2 3  "7 Canonical References in The Empty Hearse" （页面存档备份，存于） 2014 1 2
7. 1 2 3  .   [2014-04-05]. （原始内容存档于2020-11-12）.
8. ↑  "7 Classic References to Watch for In Sherlock's "The Empty Hearse" " （页面存档备份，存于） SparkNotes 2014 1 2
9. ↑  "Sherlock series 3 episode 1 review: The Empty Hearse" （页面存档备份，存于） Den of Geek 2014 1 1
10. ↑  "All the Shout-Outs and References You Missed in the Sherlock Premiere" （页面存档备份，存于） Wired.com 2014 1 20
11. 1 2 3  "Sherlock facts: 21 things you didn't know" （页面存档备份，存于） The Telegraph 2014 1 2
12. 1 2  "Sherlock newcomer Amanda Abbington: ‘They knew my chemistry with Martin Freeman would be good’" （页面存档备份，存于） Metro 2013 12 11
13. 1 2 3  《夏洛克》主創受訪 第3季不造終極壞蛋 （页面存档备份，存于） 《東方早報》 2013 12 11
14. 1 2  班尼狄·甘巴貝治、馬田·費曼、阿曼達·艾賓頓、蘇·維特, . Personal Interview. 4 2 2014.
15. ↑  CosmoGlaut （页面存档备份，存于） Tumblr.com
16. 1 2 3 4  "Benedict Cumberbatch’s parents make Sherlock cameo" （页面存档备份，存于） Radio Times 2014 1 1
17. 1 2 3 4 5 6 7 8  "Sherlock: The Empty Hearse Q&A with Benedict Cumberbatch, Martin Freeman & more..." （页面存档备份，存于） Den of Geek 2014 1 1
18. ↑  "'Doctor Who' missing episodes inspired 'Sherlock', says Mark Gatiss" （页面存档备份，存于） Digital Spy 2013 10 11
19. 1 2  "Sherlock S3E1: The Empty Hearse completes filming" （页面存档备份，存于） Sherlockology 2013 4
20. ↑  The Empty Hearse （页面存档备份，存于） sherlockology.com
21. ↑  Reunion Restaurant （页面存档备份，存于） sherlockology.com
22. ↑  "Sherlock: filming the way Holmes faked his death for The Empty Hearse" （页面存档备份，存于） The Telegrahe 2014 1 2
23. ↑  "Sherlock return watched by 9.2m" （页面存档备份，存于） BBC News 2014 1 2
24. ↑  "Sherlock episode scores highest timeshifted audience in UK TV history" （页面存档备份，存于） Radio Times 2014 1 9
25. ↑  "'Sherlock' Helps Boost BBC iPlayer to Record Viewer Numbers" （页面存档备份，存于） The Hollywood Reporter 2014 2 19
26. 1 2  Sherlock verdict: Stunning explanation in The Empty Hearse for how Sherlock faked his death won't satisfy everybody, but it works （页面存档备份，存于） Mirror 2014 1 1
27. 1 2  Sherlock’s giddily executed return put its much-loved characters before plot （页面存档备份，存于） Metro 2014 1 1
28. ↑  Sherlock: "The Empty Hearse" Review （页面存档备份，存于） IGN 2014 1 2
29. ↑  Sherlock – TV review （页面存档备份，存于） The Guardian 2014 1 2
30. ↑  Sherlock: The Empty Hearse, review （页面存档备份，存于） The Telegraph 2014 1 1
31. 1 2  "Foxhounder Films: Sherlock Season 3: “The Empty Hearse” Review" （页面存档备份，存于） The Punk Effect 2014 1 6
32. 1 2 3  Sherlock: "The Empty Hearse" （页面存档备份，存于） The A.V. Club 2014 1 19
33. ↑  《夏洛克》越拍越歪 賣腐的有些凶殘 （页面存档备份，存于） 《信息時報》 2014 1 2
34. ↑  SHERLOCK - THE EMPTY HEARSE [Season 3,Episode 1] （页面存档备份，存于） 2014 1 13

## 外部連結
- 互联网电影数据库上The Empty Hearse的资料（英文）